# Mullinkoski bro
Mullinkoski bro (finska: Mullinkosken silta) är en 1949 byggd balkbro av armerad betong i Fredrikshamn i Finland. Den är den första bron i Norden som förspänts enligt Gustave Magnels metod.
Användningen av spännarmerad betong utvecklades snabbt i samband med återuppbyggnaden efter andra världskriget. Den belgiska Magnel-metoden blev känd 1948 och prövades i Finland i Mullinkoski bro. Bristen på erfarenheter kring den nya metoden ledde till att spänningen delvis misslyckades, och intresset för metoden svalnade. Bron byggdes av Silta ja Satama Oy enligt svenska planer och öppnades för trafik 1950.
Mullinkoski bro blev museibro 1982 och finns även med i Museiverkets inventering av Byggda kulturmiljöer av riksintresse.